# コッラド・ジニ

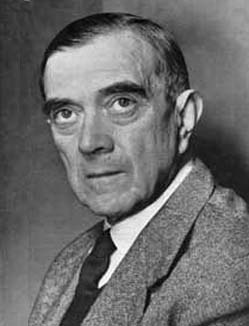
コッラド・ジニ

コッラド・ジニ（Corrado Gini, 1884年5月23日 - 1965年3月13日）は、イタリアの統計学者、人口統計学者、社会学者。社会における所得分配の不平等さを測る指標としてジニ係数を考案した。
1884年、北イタリアヴェネト地方モッタ・ディ・リヴェンツァの裕福な地主の家に誕生。ボローニャ大学法学部に入学してからは、法学以外にも、数学や経済学、生物学などを学ぶ。ジニの学究活動は社会科学と統計学という2つの方向性を兼ね備えていた。関心は統計学の伝統的な範疇を越えて、生物的・社会的現象を支配する法則にまで及び、最初の著作は、1908年の Il sesso dal punto di vista statistico（1908年）で、統計学的観点から新生児の男女比を扱ったものであった。その後、1910年にカリアリ大学の統計学教授に就任し、1913年にはパドヴァ大学に移る。1925年にはローマ大学教授となり、統計学や社会学の発展に寄与した。